# Ada (Minnesota)
Ada è una città degli Stati Uniti d'America, situata in Minnesota, nella contea di Norman, della quale è il capoluogo.